# Révisionnisme au Japon
Au Japon, le courant révisionniste intéresse principalement la réinterprétation de faits de guerre commis par l'Armée impériale japonaise et la Marine impériale japonaise durant la première partie de l'ère Shōwa en Asie (guerre sino-japonaise et Seconde Guerre mondiale). Bien qu'il ne s'agisse pas à proprement parler de révisionnisme, on s'accorde généralement à appeler ainsi les tentatives visant à minimiser les responsabilités historiques du pays. En effet, la position du gouvernement japonais est ambiguë : il refuse de reconnaître officiellement certains actes pourtant jugés par la communauté internationale comme crimes de guerre. Il serait plus juste de parler alors d'occultation, ou au pire de négationnisme.
Le « révisionnisme » japonais est aujourd'hui profondément ancré dans certains milieux politiques au pouvoir,,,. Il ne s'est pas institutionnalisé à l'image des mouvements néo-nazis en Allemagne, mais est répandu dans une frange de la population. Dans son immense majorité, il s'agit essentiellement d'un fort nationalisme aux yeux mi-clos, où l'on tente autant qu'on peut de passer sous silence les parties encombrantes du fardeau historique.

## Les faits de guerre en question
Les faits de guerre sur lesquels s'exprime le révisionnisme au Japon sont principalement ceux concernant :
- l'expansionnisme du Japon Shōwa en Asie ;
- les atrocités commises contre des civils et principalement le massacre de Nankin, le massacre de Manille et la Politique des Trois Tout (三光作戦, Sankō Sakusen?, « tue tout, brûle tout, pille tout »), une stratégie de la terre brûlée[5];
- les expérimentations sur des humains réalisées par l'Unité 731 et ses unités affiliées sur le territoire de la sphère de coprospérité de la Grande Asie orientale ;
- l'exploitation des femmes de réconfort ;
- les suicides collectifs de civils imposés par la Marine impériale japonaise sur le front du Pacifique, notamment à Okinawa hontō ;
- la responsabilité éventuelle de l'empereur Shōwa (Hirohito) dans le comportement des troupes de l'Armée impériale japonaise.

## Les causes
Certains chercheurs[évasif] tiennent les États-Unis, puissance occupante après la capitulation de 1945, pour responsables :
- parallèlement aux procès de Nuremberg en Allemagne, ouverts pour juger les criminels de guerre nazis, le Tribunal de Tokyo fut créé en 1946 pour les mêmes motifs au Japon. Toutefois, le fait que certaines personnes éminentes ne furent pas poursuivies (comme l'empereur Shōwa, les membres de la famille impériale impliqués dans la guerre et les membres de l'Unité 731) et que certains dossiers majeurs furent totalement occultés (comme les femmes de réconfort) réduisit considérablement son impact.

Ces passages sous silence, justifiés par le contexte de guerre froide avec l'URSS et la nécessité de reconstruction rapide du pays, donnèrent le sentiment à l'opinion japonaise d'une recherche de boucs émissaires. Cette impression favorisa l'oubli de reproches embarrassants :
- en découlent ainsi de grandes lacunes dans le travail de mémoire concernant les actes controversés ;
- ces efforts ont été accentués par un renouveau du nationalisme, volontairement favorisé par les Américains pour estomper le douloureux souvenir de l'humiliation ;
- la fidélité à l'empereur (maintenu car considéré comme un atout pour la stabilisation du pays) et la volonté de sa réhabilitation ;
- les familles politiques de l'Empire sont toujours fortement représentées à l'Assemblée, et il est très difficile de percer politiquement sans avoir leur soutien. Les poussées révisionnistes coïncident souvent avec le calendrier politique national, par exemple lorsqu'un gouvernement menace de tomber. Tandis que les régressions s'accumulent depuis la guerre, les avancées positives comme des excuses officielles sont quasi impossibles et débouchent généralement sur l'éviction du gouvernement.

Nobusuke Kishi figure parmi les cas les plus significatifs : cet ancien ministre de Hideki Tōjō devait être jugé pour crimes de guerre, mais a été libéré avant le procès. Il deviendra Premier ministre de 1957 à 1960 et mènera une politique de rapprochement avec les États-Unis. Mais discrètement, à la fin de son second mandat, il dédiera une stèle à Tōjō et à d'autres criminels de guerre au cimetière du mont Sangane.

## Attitudes du gouvernement et des pays asiatiques face au passé
En 1986, Fujio Masayuki, ministre de l'Enseignement de Yasuhiro Nakasone, avait démissionné après avoir minimisé les crimes commis à Nankin et avoir déclaré que la Corée avait accepté l'annexion par le Japon.
Le Premier ministre Tomiichi Murayama exprima ses regrets en 1995 et fit voter par la Diète une résolution allant dans ce sens.
Les visites de nombreux Premiers ministres au sanctuaire de Yasukuni, où sont honorés les hommes morts pour le Japon, ont provoqué à plusieurs reprises des scandales d'envergure internationale. En effet parmi les personnalités représentées se trouvent 14 criminels de guerre de classe A. Ces visites, bien que généralement privées, sont vues par les pays autrefois victimes de l'impérialisme nippon comme une glorification de l'ère colonialiste. L'empereur Hirohito lui-même avait cessé ses pèlerinages au sanctuaire après le transfert en ce lieu des cendres de certains des criminels de guerre de classe A favorables à l'alliance avec l'Allemagne. Pour le journaliste Masanori Yamaguchi, qui a analysé le « mémo Tomita » à la lumière des déclarations de l'empereur lors de sa conférence de presse de 1975, l'attitude « opaque et évasive » de Hirohito sur sa responsabilité à l'égard de la guerre et le fait qu'il ait déclaré que le bombardement atomique de Hiroshima « ne pouvait être empêché » démontre qu'il craignait que l'intronisation des criminels au sanctuaire puisse relancer la question de sa responsabilité personnelle concernant les crimes de guerre du Japon Shōwa.
Afin de calmer la tension entre les deux pays, les gouvernements de la Chine et du Japon ont formé un comité conjoint d'historiens dont la première séance de travail s'est terminée en décembre 2006 à Beijing, sans que des sujets spécifiques comme le massacre de Nankin ne soient abordés.
En décembre 2006, l'ancien Premier Ministre japonais Shinzo Abe, dans un souci d'apaisement avec les partenaires asiatiques du Japon (Chine et Corée du Sud en particulier), aurait fait part de ses « profonds regrets » concernant les actes perpétrés par son pays dans le passé. En mars 2007, il provoqua toutefois une controverse avec ses propos sur la responsabilité de l'armée Shōwa à l'égard des femmes de réconfort.

## L'affaire des manuels scolaires ouGuerre des manuels
En 1982, une controverse très médiatisée a lieu à la suite du remplacement, dans les livres scolaires, du terme « invasion » (shinryaku) par celui d'« avance » (shinshutsu) pour décrire les opérations militaires de 1936 en Chine.
Une deuxième controverse a lieu en 2001, lors de la publication par la maison d'édition Fusôsha du manuel de la Société japonaise pour une réforme des manuels d'histoires (Tsukuru-Kai 作る会 (ja)), une organisation nationaliste et révisionniste.
Pour obtenir l’accréditation de ce manuel, l'éditeur a dû effectuer plus d'une centaine de corrections à la demande de la Commission des manuels du Ministère de l'éducation. Cependant, malgré ces corrections et bien que le manuel ne nie plus explicitement les faits historiques, tout était fait pour en minimiser certains. De cette manière, le massacre de Nankin a été réduit à une note en bas de page, ce qui a provoqué de violentes réactions dans les pays les plus concernés (manifestations anti-japonaises en Chine et en Corée du Sud). Les sept autres manuels d'histoire disponibles en date de 2008 pour le collège et qui sont utilisés par des établissements n'ont pas fait l'objet de critiques d'une telle ampleur.
En mars 2007, à la suite des propos controversés de Shinzo Abe sur la responsabilité de l'armée impériale à l'égard des femmes de réconfort, le député du parti libéral démocrate Nariaki Nakayama s'est targué d'avoir réussi à expurger les manuels de toute mention relative à ce dossier.
Dernièrement, les critiques ont porté sur la présentation des suicides collectifs de civils lors de la bataille d'Okinawa. La phrase « certains habitants [avaient] été forcés de se suicider par l’armée impériale » a été remplacée par « certains habitants n’ont pas eu d’autre recours que le suicide collectif ». Les critiques du gouvernement soulignent que des armes militaires ont été fournies aux civils spécifiquement dans ce but. En juin 2007, la préfecture d'Okinawa a officiellement demandé au ministère de l'Éducation nippon de retirer sa directive aux éditeurs de manuels visant à escamoter le rôle de l'armée impériale japonaise et de la marine impériale japonaise dans les suicides collectifs de civils en 1945.

## Shinzo Abeet le Comité de gestion de laNHK
En 2014, plusieurs membres du Comité de gestion de la NHK, qui venaient d'être nommés par le gouvernement de Shinzo Abe, ont exprimé des opinions révisionnistes. Katsuto Momii, le directeur général de la chaîne de télévision, a ainsi déclaré lors de sa conférence de presse inaugurale que beaucoup de pays avaient mis en place pendant la Seconde Guerre mondiale un système comparable à celui des « femmes de confort » et qu'il était injuste d'accuser particulièrement le Japon sur ce point. La NHK a reçu plusieurs milliers de lettres ou messages de plaintes après les déclarations de Momii, notamment à propos de sa vision de l'histoire. L'écrivain Naoki Hyakuta a quant à lui affirmé, dans un discours prononcé lors de la campagne électorale de Toshio Tamogami pour la mairie de Tokyo, que le massacre de Nankin était de la propagande des nationalistes chinois. Si une troisième membre du comité, Michiko Hasegawa, est plus connue pour ses positions conservatrices en matière d'égalité entre hommes et femmes, elle a aussi signé, en 1983, un article révisionniste et, en 2013, elle a défendu le concept selon lequel l'empereur japonais pouvait être un dieu vivant si on donnait sa vie pour lui, contrairement à ce qu'affirme la Constitution du pays. Plusieurs commentateurs voient dans la désignation de ces personnes la main de Shinzo Abe, qui a été accusé en 2005 d'avoir exercé des pressions sur la direction de la NHK pour qu'on coupe certaines scènes d'un documentaire sur les femmes de réconfort. Shinzo Abe réfute ces soupçons.

## Nippon Kaigi
Créée en 1997, cette organisation ouvertement révisionniste est considérée comme « la plus grande organisation d'extrême droite du Japon ».
Parmi ses membres, anciens membres ou affiliés, figurent de nombreux parlementaires et ministres, ainsi que quelques premiers ministres dont Tarō Asō, Shinzō Abe, et Yoshihide Suga.

## Lutte contre le révisionnisme
Du fait de son caractère flou et épars au sein de la population, il est assez difficile de mener une action coordonnée et efficace. L'historien Ienaga Saburo a mené des campagnes de sensibilisation.
Des citoyens de Nagoya se sont organisés pour répondre au maire de la ville, Takashi Kawamura, qui nie l'existence du Massacre de Nankin, notamment par l'établissement d'un site internet et l'organisation de conférences et autres événements publics.